# KCB Group Limited
O KCB Group Limited, também conhecido como KCB Group, é uma holding de serviços financeiros sediada na região dos Grandes Lagos Africanos. A sede do Grupo fica em Nairóbi, Quênia, com suas subsidiárias KCB Bank Kenya Limited, KCB Bank Burundi Limited, KCB Bank Rwanda Limited, KCB Bank South Sudan Limited, KCB Bank Tanzania Limited e KCB Bank Tanzania Limited e KCB Bank Uganda Limited.

## Visão global
Em dezembro de 2017, o Grupo possuía ativos de US$ 6,47 bilhões (KES: 646,7 bilhões), com patrimônio líquido de US$ 1,06 bilhões (KES:US$ 105,97 bilhões). Em julho de 2015, a mídia noticiou que o grupo estava realizando planos de expansão para a República Democrática do Congo, Etiópia e Moçambique.

## História
A história do Kenya Commercial Bank Limited remonta a julho de 1896, quando seu predecessor, o Banco Nacional da Índia (NBI), abriu uma agência em Mombasa para administrar os negócios que o porto estava atraindo naquele momento.
Em 1958, o Grindlays Bank fundiu-se com o NBI para formar o National and Grindlays Bank (NGB). Após a independência, o governo do Quênia adquiriu 60% das ações da NGB, em um esforço para aproximar os bancos da maioria dos quenianos. Em 1970, o governo adquiriu 100% das ações da NGB para assumir o controle total do maior banco comercial do Quênia. O NGB foi então renomeado para Kenya Commercial Bank (KCB). Em 1972, a KCB adquiriu a Savings & Loan Kenya Limited, especializada em financiamento de hipotecas.
Em 1988, os primeiros 20% das ações do governo na empresa foram vendidos através de uma oferta pública inicial na Bolsa de Valores de Nairobi. Ao longo dos anos, o governo reduziu sua participação acionária para 23,6%. Na edição de direitos de 2010, o governo reduziu ainda mais sua participação acionária para 17,31%.
A KCB Tanzania Limited foi incorporada em Dar es Salaam em 1997. Desde então, a KCB abriu mais 11 filiais na Tanzânia. Em maio de 2006, a KCB estendeu suas operações para o Sudão do Sul após o licenciamento da KCB Sudão. Esta subsidiária agora possui mais de 20 filiais naquele país. Em novembro de 2007, o KCB Bank Uganda Limited foi aberto. Atualmente, a KCB possui 14 filiais em Uganda. Em dezembro de 2008, a KCB Ruanda iniciou suas operações com uma filial em Kigali. Atualmente, existem 11 filiais espalhadas pelo país. Em 2012, a KCB registrou uma subsidiária no Burundi, a KCB Burundi, tornando-se o primeiro banco da região a ser apresentado em todos os países africanos dos Grandes Lagos.
Antes de 2015, a KCB era um banco licenciado e uma holding de suas subsidiárias. Em conformidade com a Lei Financeira do Quênia nº 57 de 2012, o Grupo KCB anunciou em abril de 2015 sua intenção de incorporar uma nova subsidiária integral, o KCB Bank Kenya Limited, para a qual transferiria seus negócios, ativos e passivos bancários no Quênia. A reorganização converteu o KCB Group em uma holding não comercial, proprietária de empresas bancárias e subsidiárias não bancárias.

## Propriedade
As ações do Grupo KCB estão listadas na Bolsa de Valores de Nairóbi sob o símbolo KCB. As ações do Grupo são listadas na Bolsa de Valores de Dar es Salaam, na Bolsa de Ruanda e na Bolsa de Valores do Uganda.
Em 31 de dezembro de 2017, os dez maiores acionistas do Grupo KCB eram os listados abaixo:
| Classificação | Nome do proprietário                                   | Porcentagem de Propriedade |
| ------------- | ------------------------------------------------------ | -------------------------- |
| 1             | Secretário Permanente do Tesouro do Quênia             | 17,53                      |
| 2             | Fundo Nacional de Seguridade Social (Quênia)           | 5,64                       |
| 3             | Standard Chartered Nominess A/C 9867                   | 2,25                       |
| 4             | Standard Chartered Nominess Limited A/C KE23221        | 2.07                       |
| 5             | CFC Stanbic Nominees Limited A/C NR3530153-1           | 2.02                       |
| 6             | Standard Chartered Kenya Nominee A/C KE17682           | 1,91                       |
| 7             | Standard Chartered Kenya Nominess Limited A/C KE002742 | 1,72                       |
| 8             | Standard Chartered Nominees Limited A/C KE002382       | 1,51                       |
| 9             | Standard Chartered Nominees A/C KE9688                 | 1,49                       |
| 10            | Standard Chartered Kenya Nominees Non-Resd. A/C 9069   | 1,18                       |
| 11            | Outros acionistas                                      | 62,69                      |
|               | Total                                                  | 100,00                     |

## Governança
O presidente do conselho de administração do banco é Andrew Wambari Kairu. Joshua Oigara é o diretor administrativo e o diretor executivo do banco.

## Empresas membros
- KCB Bank Kenya Limited - Nairóbi, Quênia
- National Bank of Kenya - Nairobi, Quênia
- KCB Bank Rwanda Limited - Kigali, Ruanda
- KCB Bank South Sudan Limited - Juba, Sudão do Sul
- KCB Bank Tanzania Limited - Dar es Salaam, Tanzânia
- KCB Bank Uganda Limited - Kampala, Uganda
- KCB Bank Burundi Limited - Bujumbura, Burundi
- Fundação KCB Limited - Nairobi, Quênia
- KCB Sports Sponsorship Limited - Nairobi, Quênia
- Poupança e empréstimo Kenya Limited - Nairobi, Quênia

## Filiais de subsidiárias
| Subsidiária KCB       | Nº de Agências |
| --------------------- | -------------- |
| KCB Bank Burundi      | 2              |
| KCB Bank Kenya        | 175            |
| KCB Bank Ruanda       | 11             |
| KCB Bank Sudão do Sul | 20             |
| KCB Bank Tanzania     | 14             |
| KCB Bank Uganda       | 14             |

## Kenya Commercial Bank Plaza
Em dezembro de 2010, a construção de um novo prédio da sede começou na seção Upper Hill de Nairobi. A construção deverá levar aproximadamente dois anos, com ocupação prevista a partir de janeiro de 2013. O novo Kenya Commercial Bank Plaza (KCB Plaza) tem 21 andares e cerca de 15.960 metros quadrados de espaço de escritório alugável e estacionamento suficiente para cerca de 450 carros. Os proprietários do edifício são o Fundo de Pensão para Funcionários do Banco Comercial do Quênia, que financia a construção do KES: 2,1 bilhões.